# Yul Moldauer
Yul Moldauer (nacido Yul Kyung-Tae, Seúl, Corea del Sur, 26 de agosto de 1996) es un deportista estadounidense que compite en gimnasia artística.
Ganó dos medallas de bronce en el Campeonato Mundial de Gimnasia Artística, en los años 2017 y 2023. Participó en los Juegos Olímpicos de Tokio 2020, ocupando el quinto lugar por equipos y el sexto en la prueba de suelo.

## Palmarés internacional
| Campeonato Mundial | Campeonato Mundial | Campeonato Mundial | Campeonato Mundial   |
| Año                | Lugar              | Medalla            | Prueba               |
| ------------------ | ------------------ | ------------------ | -------------------- |
| 2017               | Montreal (Canadá)  | Medalla de bronce  | Suelo                |
| 2023               | Amberes (Bélgica)  | Medalla de bronce  | Concurso por equipos |